# パナシナイコス女子バレーボールチーム
パナシナイコス女子バレーボールチーム（原語表記：Παναθηναϊκός）は、ギリシャのアテネを本拠地とするパナシナイコスの女子バレーボール部門である。ギリシャ国内リーグでは26回のタイトルを獲得している強豪クラブである。

## 歴史
1969年設立。ギリシャ国内リーグでは26回、ギリシャカップでは6回のタイトルを獲得しており、国内リーグでは68連勝の記録をもっている。1998/99シーズンは欧州チャンピオンズリーグで6位に入った。2004/05～2010/11シーズンにかけてのギリシャ国内リーグでは7連覇を果たした。特に2006/07シーズンの国内リーグはシーズン無敗で、失ったセットはわずか5という完全優勝だった。2017/18シーズンは財政面でチームの活動を休止することが発表された。2018/19シーズンは2部リーグから参戦すると、2019/20シーズンはリニューアル強化され、2019/20シーズンの国内リーグでは3位となった。2021/22シーズンの国内リーグで11季ぶりに優勝を果たした。

## 主な成績
- Greek A1 Etniki:1970/71、1971/72、1972/73、1976/77、1977/78、1978/79、1981/82、1982/83、1984/85、

　　　　　　　　　1987/88、1989/90、1990/91、1991/92、1992/93、1997/98、1999/00、2004/05、2005/06、
　　　　　　　　　2006/07、2007/08、2008/09、2009/10、2010/11、2021/22、2022/23、2023/24

## 登録選手
2024-25年シーズンの登録選手は次の通り。
| 背番号 | 名前                       | ポジション           | 身長 | 備考       |
| ------ | -------------------------- | -------------------- | ---- | ---------- |
| 1      | Eiríni Chatziefstratiádou  | ミドルブロッカー     | 1.88 |            |
| 2      | Mariánna Mpeliá            | リベロ               | 1.65 |            |
| 4      | Evangelía Táni             | セッター             | 1.82 |            |
| 6      | マレト・フロットヒュース   | アウトサイドヒッター | 1.80 |            |
| 8      | コンスタンティナ・ヴラハキ | アウトサイドヒッター | 1.79 |            |
| 10     | アティナ・パパフォティウ   | セッター             | 1.81 | キャプテン |
| 11     | Katarina Jović             | アウトサイドヒッター | 1.91 |            |
| 12     | マルティナ・サマダン       | ミドルブロッカー     | 1.93 |            |
| 13     | Pénny Rónka                | リベロ               | 1.67 |            |
| 14     | Natalía Metaxá             | ミドルブロッカー     | 1.85 |            |
| 15     | Bogumila Biarda            | オポジット           | 1.91 |            |
| 16     | Georgina Antonakaki        | リベロ               | 1.75 |            |
| 22     | Manolina Konstantinou      | アウトサイドヒッター | 1.84 |            |

## 歴代所属選手
| - エヴァンゲリア・ハンタヴァ - アドラ・アナエ - マリッサ・フィールド - カイラ・リッチー - ジェニファー・クロス | - ケニア・カルカセス - ヨアナ・パラシオス - サーニャ・トマセビッチ - ブリジトカ・モルナル - ヤナ・ポル |